# Gate City
Gate City település az Amerikai Egyesült Államok Virginia államában, Scott megyében, melynek megyeszékhelye is. Lakosainak száma 2043 fő (2020. április 1.).

## Népesség
A település népességének változása:

| 2010 | 2 034 |
| 2020 | 2 043 |